# Bobrow
Bobrow (ros. Бобров) – miasto w Rosji, położone w obwodzie woroneskim. Bobrow prawa miejskie otrzymał w roku 1779.
Miasto jest położone na prawym brzegu rzeki Bitjug (dopływ Donu), w odległości 148 kilometrów od Woroneża. W mieście działa stacja kolejowa linii Liski - Poworino.

## Historia
Najstarsza wzmianka w dokumentach pochodzi z 1685, opisuje, że na brzegu rzeki Bitjug, gdzie znajduje się obecne miasto Bobrow, niejaki Bobrowskij odkupił turecką Jurte. Nazwa Bobrow związana jest z występowaniem na tym terenie polowań na bobry. W 1698 z tej Jurty wykształciła  się wieś Bobrowska Sloboda, wieś potem miasto nieformalnie nazywano Bobrowsk. W 1779 przekształcono nazwę z Sloboda Bobrowska na miasto Bobrow.